# Cloudcroft
Cloudcroft é uma pequena cidade no Condado de Otero, Novo México. Segundo o censo populacional de 2000, a sua população era de 749 habitantes. Situa-se a 9000 pés (2743m) acima do nível do mar, numa região árida. Devido ao seu cómodo clima, é uma popular atracção turística do Novo México